# Alfe noir

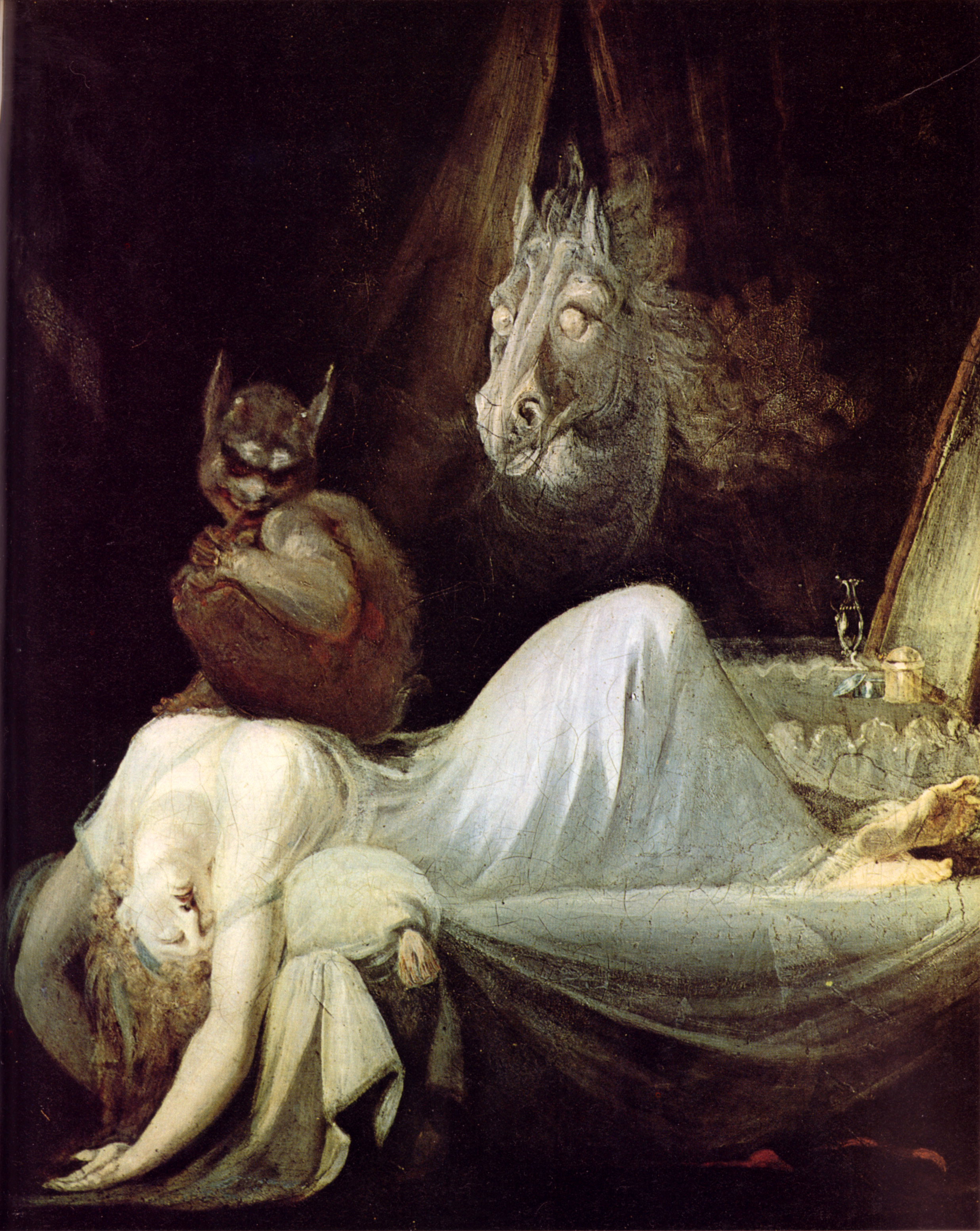
Le Cauchemar, par le peintre Henry Fuseli (1802). Cette peinture est probablement inspirée de la vision allemande d'un mauvais Alb (Alfe ou Elfe) assis sur la poitrine des dormeurs touchés par la paralysie du sommeil.

Les Alfes noirs (svartálfar en vieux-norrois) sont une espèce d'êtres de la mythologie nordique. Il s'agit, selon Snorri Sturluson, d'une catégorie d'Elfes, les autres étant les Elfes lumineux et les Elfes sombres.
Leur existence n'est évoquée qu'indirectement par Snorri, lorsqu'il mentionne (monde des Alfes noirs) (Gylfaginning, 34, Skáldskaparmál, 37). Svartalfheim désignant dans les deux cas la demeure souterraine des nains, il semblerait qu'Alfes noirs et nains soient assimilés.